# Hong Junsheng
Hong Junsheng (17 de febrero de 1907, en la región de Yuxian, provincia de Henan - 23 de enero de 1996 en Jinan, provincia de Shandong, China) fue uno de los más importantes maestros de Taichi Chuan, discípulo directo del Gran Maestro Chen Fake.

## Historia
A una temprana edad se trasladó a Pekín con su padre. Debido a su mala salud inició la búsqueda de un buen profesor de Tai Chi. Inicialmente, estudió el estilo Wu de Taichi Chuan con el Maestro Liu Musan en Pekín. El Maestro Liu era un famoso profesor en aquel tiempo.
En aquella época se oían noticias sobre un profesor procedente de Chenjiagou que enseñaba en Pekín. El Maestro Liu invitó a Hong a ver una demostración de dicho profesor. Lo que vieron fue a Chen Fake realizando la forma Pao chui del estilo Chen. Nadie podía entenderla, ni siquiera el Maestro Liu. La ejecución de los movimientos era muy rápida para el entendimiento popular sobre el Taichi Chuan de aquella época. Sin embargo, el maestro Liu decidió aprender el taichí de Chen Fake.
Después de que el maestro Liu y sus estudiantes finalizarán el aprendizaje del primer grupo de movimientos de la forma Chen, decidieron pedirle al maestro Chen que les enseñara empuje de manos. El maestro Liu les dijo a sus estudiantes que el empuje de manos era la mejor manera de probar las habilidades en el taichí. Para enseñar el empuje de manos, Chen Fake se vería forzado a mostrar sus habilidades. Si fallaba, olvidarían la historia y volverían con su entrenamiento en estilo Wu. En caso contrario, continuarían aprendiendo el estilo Chen.
El maestro Chen Fake decidió mostrar los principios del empuje de manos del estilo Chen con el maestro Liu Musan. Desde el contacto inicial, los estudiantes pudieron ver la diferencia. El maestro Liu parecía un niño lesionado. No podía mantener su posición. El maestro Chen afirmó que sentaría al maestro Liu en menos de un minuto en una silla de mimbre situada en la esquina del patio. Si la silla caía al suelo, o el maestro Liu caía fuera de la silla, Chen admitiría su derrota. No estaba hablando de pelea, sino de precisión.
El maestro Chen no falló sobre su predicción en el empuje de manos, por lo que en 1930, el maestro Hong Junsheng, junto con su maestro Liu Musan y el resto de sus estudiantes, se convirtieron en alumnos de Chen Fake en Pekín. Permaneció durante 15 años con el maestro Chen Fake aprendiendo todos los detalles del Taichi de la familia Chen. Como consecuencia de esto, adquirió una gran salud, grandes habilidades y un profundo conocimiento en el estilo Chen de Taichi. Su Taichi se caracterizaba por las siguientes cualidades: relajación, redondez, espiral, continuidad, potencia e integralidad. Poseía el estilo personal de su maestro.
Pasado estos 15 años Hong se asentó en Jinan, donde empezó a enseñar lo aprendido con su maestro.
Poco a poco, Hong comenzó a modificar los movimientos de la forma para que tuvieran una correspondencia con las ejecuciones de las técnicas y aplicaciones. En aquella época era muy común que los movimientos de la forma no se correspondieran con las aplicaciones de combate. Esto se hacía para evitar que los extraños pudieran aprender las técnicas de defensa mientras veían u observaban las ejecuciones de la forma. Esta tradición había sido heredada de los tiempos en los que fueron creadas las artes marciales chinas, donde la supervivencia de los militares y maestros dependían de su habilidad en ellas. Hong, basándose en las enseñanzas de su maestro, las enseñanzas de Chen Xin y de su experiencia adquirida, modificó la forma para que los movimientos se correspondieran con los empleados en las ejecuciones de las aplicaciones.
En 1956 volvió a Pekín para mostrarle el sistema revisado y corregido a su maestro y para que este le diera su aprobación para enseñarlo. A cada aplicación que realizaba su maestro siempre le daba su aprobación. Repasó todas las técnicas y movimientos con su maestro y fueron corregidas o aprobadas una por una. Chen Fake, diligentemente, le aseguró que el sistema era esencialmente el mismo que el suyo, y le animó a que se concentrara en los principios en vez de en las apariencias externas.
Cuando regresó a Jinan, continuó enseñando su nuevo método revisado y aprobado por su maestro, así como estudiando y profundizando en el mismo. Experimentó con sus estudiantes, amigos y otros artistas marciales. Con el paso de los años, su entendimiento sobre el Taichi estilo Chen se volvió profundo y el número de sus estudiantes se incrementó.
Fue considerado por algunos como un experto conocedor de la vida de Chen Fake y de sus enseñanzas. La mayoría de las historias sobre Chen Fake fueron originadas por él.
Hong fue una persona muy culta. Acostumbraba a leer mucho y tenía una gran memoria. Era un experto en “temperamento” (estudio de los ritmos de la poesía china) y fue poeta y calígrafo. En su estudio del Taichí estilo Chen, combinó filosofía, física y lógica en todos sus experimentos. Él continuó con el hábito de su maestro de usar analogías de la vida cotidiana en sus explicaciones sobre los principios, teoría y técnicas del Taichí estilo Chen.
Era tradicional a la hora de mantener el arte y al mismo tiempo moderno, acorde con los tiempos. Utilizaba una terminología común en sus enseñanzas para que la capa de misterio se eliminara y se facilitara la comprensión del arte. Rehusó utilizar palabras como “chi” en sus enseñanzas y escrituras. Sin embargo, cualquiera que experimentó su “empuje de manos” sabía que él había alcanzado un gran nivel de habilidad incluso a los ojos de los maestros del “chi”.
Hong tuvo una vida dura y pasó la mitad de esta en la pobreza. Su única ambición en la vida era continuar con el arte de su maestro. Esta insistencia en el arte le trajo alumnos y visitantes de todo el mundo, incluyendo a muchos de Japón. Para muchos, conocer a este “sabio” era un acontecimiento que no olvidarían en su vida.
Durante los últimos años de su vida fue nombrado presidente de la Asociación Municipal de Artes Marciales de Jinan, Consejero principal de la Academia de Artes Marciales de Jinan, consejero de la Asociación de Artes Marciales de la Universidad de Shandong y fue miembro de la Conferencia Consultiva Política de Jinan.
Publicó diferentes libros entre los que se encuentran: “Chen Shi Taijquan”, “Chen Shi Taijiquan Shiyong Quanfa” ( Método Práctico del TaijiQuan estilo Chen ). “Técnicas del Taijiquan Chen Shi” e “Interpretación del Tratado de Taijiquan de Wang Zengyue”. En 1994 estuvo trabajando en su último libro, “Comparaciones de las características y métodos de los 5 estilos de Taijiquan”. El libro fue terminado pero no publicado.
Hong fue un hombre humilde hasta el último día. Nunca se autodenominó maestro. Se consideraba a sí mismo “compañero de escuela” de sus estudiantes. En la escuela del Taichi Chuan estilo Chen él siempre se consideró un estudiante y consideró a todos los aprendices de diferentes edades y etapas como “compañeros de escuela”.
Comenzó a enseñar en Jinan en 1956 y continuó hasta su muerte en 1996. Se dedicó a este arte durante 56 años. Esta leal devoción hizo de él una de las autoridades más importantes en estilo Chen. Muchos otros famosos maestros como Gu Liuxin y Ghen Zhaokui a menudo buscaron su consejo. Se convirtió en una importante fuente de información del estilo.

Siguió una estricta forma de vida taoísta. Nunca trabajó y se dedicó en exclusividad a la enseñanza del Taichi Chuan estilo Chen.

## Discípulos
Algunos de sus más reconocidos discípulos fueron:
- He Shugan
- Meng Xianbin
- Xu Guichen
- Zhang Lianen
- Liu Chengde
- Li Enjiu
- Li Chugong
- Wang Zhongxian
- Jiang Jiajun
- Cai Shengye
- Chen Zhonghua
- Chen Sheng Yu

### Libros
- Chen Shi Taijiquan
- Chen Shi Taijiquan Shiyong Quanfa ( Método Práctico del TaijiQuan estilo Chen )
- Técnicas del Taijiquan Chen Shi
- Interpretación del Tratado de Taijiquan de Wang Zengyue

- Datos: Q15815870